# تارنووسکیه گوره
تارنووسکیه گوره (به لهستانی:  Tarnowskie Góry) یک منطقهٔ مسکونی در لهستان است که در شهرستان تارنووسکیه گور واقع شده‌است. تارنووسکیه گوره ۸۳٫۷۲ کیلومتر مربع مساحت و ۶۰٬۸۸۹ نفر جمعیت دارد.

## خواهرخوانده
شهر برنبورگ خواهرخواندهٔ تارنووسکیه گوره هست.